# 大布鲁西
大布鲁西（法語：Broussy-le-Grand，法語發音：[bʁusi lə ɡʁɑ̃]）是法国马恩省的一个市镇，位于该省中西部偏南，与小布鲁西相邻，属于埃佩尔奈区。

## 地理
大布鲁西（48°47'13"N, 3°52'44"E）面积21.31 平方千米，位于法国大東部大區马恩省，该省份为法国东北部内陆省份，北起阿登省，西北接埃纳省，西南接塞纳-马恩省，南至奥布省，东南接上马恩省，东临默兹省。
与大布鲁西接壤的市镇（或旧市镇、城区）包括：夸扎尔-若什、韦尔-土伦、库尔若内、小布鲁西、阿勒芒、兰特、科南特尔、巴讷。

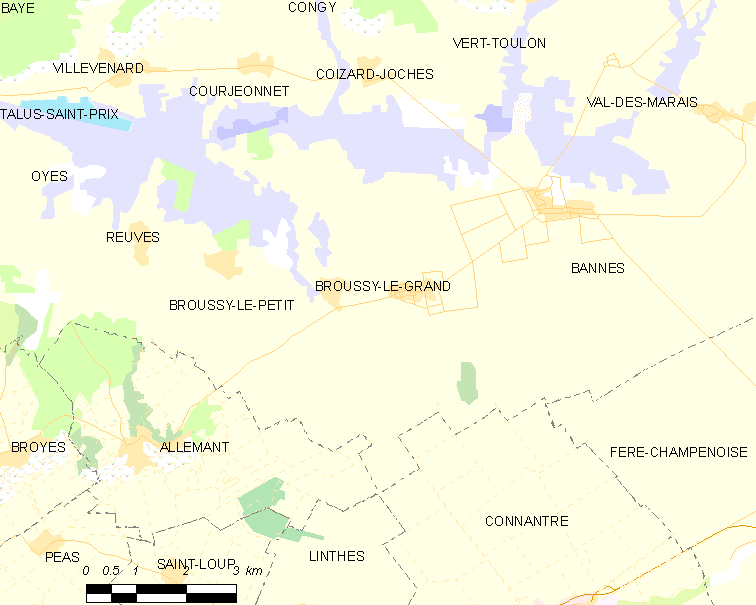
大布鲁西的OSM定位图

大布鲁西的时区为UTC+01:00、UTC+02:00（夏令时）。

## 行政
大布鲁西的邮政编码为51230，INSEE市镇编码为51090。

## 政治
大布鲁西所属的省级选区为韦尔蒂-香槟平原县。

## 人口

1962-2008年间大布鲁西人口变化图示

大布鲁西于2022年1月1日时的人口数量为312人。